# Zvonilka (postava)

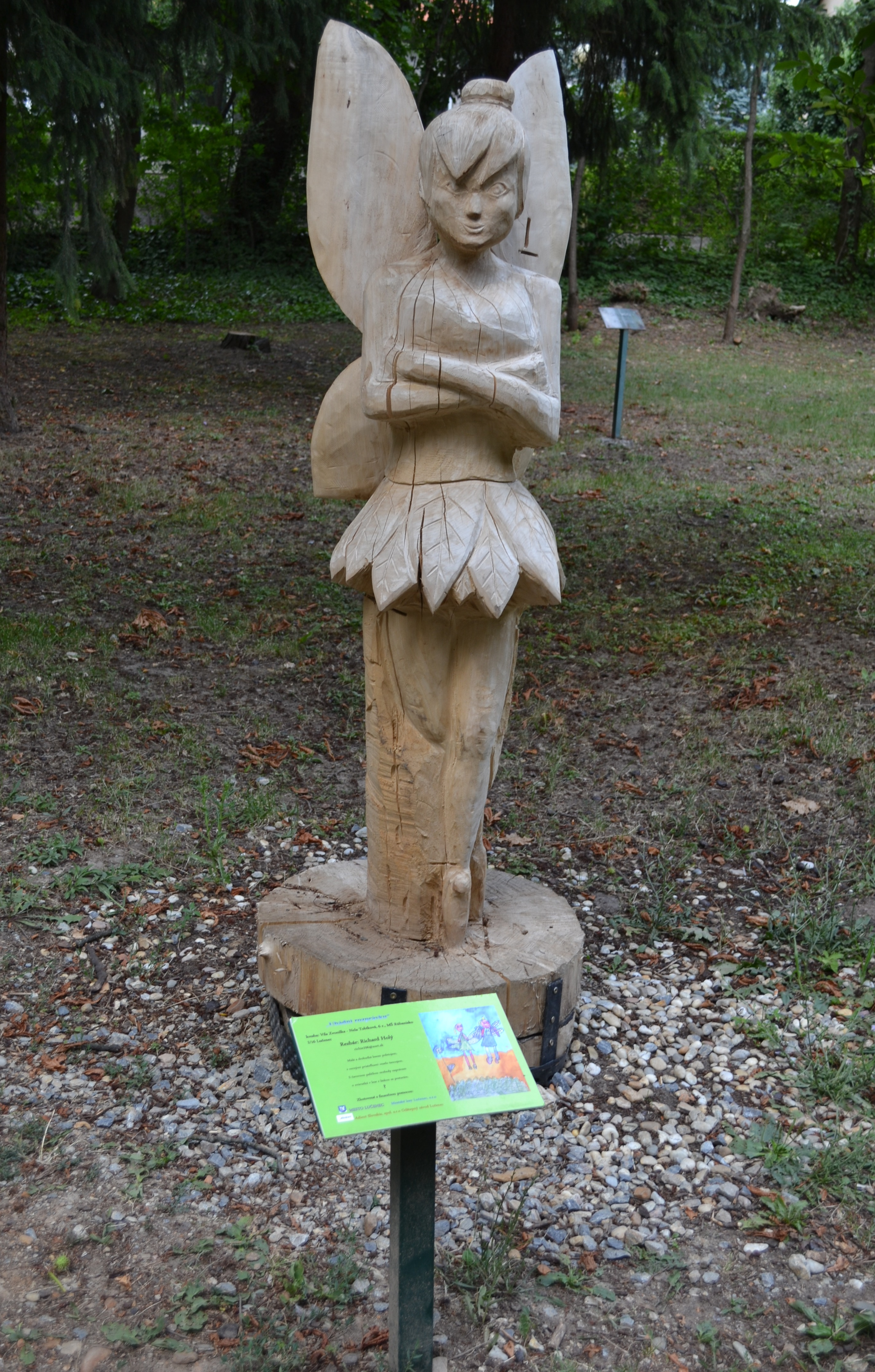
Richard Holý: Zvonilka (dřevořezba, městský park Lučenec)

Zvonilka, případně i Zvoněnka, anglicky Tinker Bell, zkráceně označovaná i slovem Tink (Cink), je fiktivní literární a filmová postava malé létající okřídlené víly (jakési létající elfky – pixie), která původně pochází z literárního a dramatického díla J. M. Barrieho pojednávajícího o Petru Panovi. Jeho Zvonilka žije ve fiktivní pohádkové fantasy Zemi Nezemi (anglicky Neverland). Již v roce 1902 v knize pro dospělé Malý bílý pták, anglicky The Little White Bird, se její autor zmínil o Zemi Nezemi a Petru Panovi; právě z této knihy také pochází myšlenka o prvním dětském smíchu a jeho účincích na okolí. Tato jeho myšlenka pak byla rozvedena v roce 2008 v úvodním snímku Zvonilka stejnojmenné animované filmové série. Postava víly Zvonilky se vůbec poprvé objevila již v autorově původní divadelní hře o Petru Panovi v roce 1904, později i pronikla do literárního zpracování příběhů Petra Pana; vyskytuje se, mimo jiné, také v autorově knize Petr a Wendy.

## Filmová postava
Z literárních děl pak tato postava pronikla i do některých pozdějších filmových verzí příběhů o Petru Panovi a následně i do dalších filmových děl. Podle serveru imdb se její postava vyskytuje minimálně v 19 audiovizuálních dílech (stav v roce 2013).
- Známá je například z klasického disneyovského snímku Petr Pan z roku 1953, grafickou podobu její postavy pak následně převzala všechna animovaná disneyovská filmová díla pocházející z 21. století, jako předloha k tehdejší filmové postavě víly Zvonilky tehdy posloužila herečka a moderátorka Margaret Kerry [2].
- Vystupuje i v hraném filmu Hook režiséra Stevena Spielberga z roku 1991 (hrála ji zde Julia Robertsová).
- V roce 2002 spatřil světlo světa další animovaný film Petr Pan: Návrat do Země Nezemě, jakési volné disneyovské pokračování původního snímku z roku 1953,
- V roce 2013 se společně s malou mořskou vílou Ariel objevila v seriálu Once Upon a Time (Bylo, nebylo).
- V roce 2008 filmové studio Walta Disneye natočilo stejnojmenný počítačově animovaný film, kde je víla Zvonilka jeho hlavní filmovou postavou. Kromě toho se její postava stala i neoficiálním maskotem marketinkového projektu Disney Fairies. Na úvodní film Zvonilka pak v rámci stejnojmenné filmové série posléze volně navázaly následující snímky:
  - Zvonilka a ztracený poklad z roku 2009,
  - Zvonilka a velká záchranná výprava z roku 2010,
  - Zvonilka a Velké hry a třídílná minisérie Vílí dobrodružství z roku 2011,
  - Zvonilka: Tajemství křídel z roku 2012,
  - Zvonilka a piráti z roku 2014
  - Zvonilka a tvor Netvor z roku 2015.

V tomto disneyovském podání víla Zvonilka žije ve fiktivní Zemi Nezemi v její části zvané Hvězdná roklinka, která se skládá ze čtyř hlavních částí: Jarní údolí, Letní palouk, Podzimní les a Zimoles.
Zvonilka (Zvoněnka) zde plně přebírá původní grafickou podobu postavy ze snímku Petr Pan z roku 1953. Stylizována je zde jakožto maličká, štíhlá dívka (maximálně tak ve velikosti lidské ruky), má světlou pleť, výrazně modré oči, blond vlasy, které nosí sčesané do drdolu, má růžové tváře občas pokryté ruměncem, na hlavě má výrazná špičatá ouška, na zádech má průhledná blanitá "hmyzí" křídla s kresbou (připomínající tak trochu luční kobylku nebo vážku), která jí umožňují létat a při setkání s vílí sestrou Modrovločkou také zvláštně světélkují. Nosí tmavě zelené šaty bez ramínek s minisukní, k tomu zelené boty s bílými bambulemi

## Charakteristika postavy
Sama postava v příbězích o Petru Panovi není vždy jednoznačně zcela kladná. Ačkoliv se jedná zcela jistě o Petrovu přítelkyni a kamarádku, někdy se vůči němu chová velice podivně. Je vzpurná, vzteklá a kvůli dívce Wendy i žárlivá. Ani animovaná disneyovská verze ze stejnojmenné filmové série nepřehlíží její osobní nedostatky: její velkou horkokrevnost, temperament, sebevědomí, výrazný talent i velkou osobitost, někdy i sklony k nepromyšlenému a neuváženému jednání a chování.
Nicméně jde o postavu s dobrým srdcem, která se, zejména ve všech v kritických chvílích, nikdy neváhá obětovat ať už pro kamaráda nebo i pro společné dobro Hvězdné roklinky.
Převážná většina filmů ji znázorňuje jakožto maličkou nadpřirozenou pohádkovou bytost ženského pohlaví, která nemluví lidskou řečí, pokud vůbec mluví, tak při hovoru jakoby cinká nebo zvoní – odtud pak pochází její pojmenování. V původní divadelní hře J. M. Barrieho prý její jevištní řeč nahrazovalo cinkání dvou švýcarských zvonců. V nejnovější disneyovské sérii ale Zvonilka poprvé promluví, ale opět jde o fiktivní „vílí řeč“ ze Země Nezemě, které rozumí pouze víly mezi sebou navzájem (lidé jim ale vůbec nerozumí).
Zvonilka je v původní podobě údržbářka opravářka, která kladivem spravuje kovové hrnce a další předměty domácí potřeby (klempířka), což také vydává cinkavý až zvonivý zvuk. Disneyovské filmy ji ztvárnily moderněji, spíše jako velkou vílí kutilku, strojní zámečnici a konstruktérku, výrobní návrhářku a mechanizátorku.

## Problémy překladu do češtiny
- Klasické slovanské (české) víly nemají křídla ani špičaté uši. Zvonilka je tedy spíše létající elfka než česká pohádková víla. Problém je patrně způsoben tím, že angličtina zná, na rozdíl od češtiny, více různých pojmů pro různé druhy a kategorie elfů a víl, které jsou do češtiny prakticky nepřeložitelné.
- V disneyovských filmových dílech z 21. století vystupují jacísi vílí muži (tedy jacísi samečci víl, v anglickém originálu také označovaní jako „sparrow men“ – tedy „vrabčí muži“), kteří jsou v češtině občas označováni[kde?] doposud neexistujícími slovy „vílan“, „vílák“ či „vílouš“ (anglicky jsou ale označováni zcela shodně s vílími dívkami slovem „Fairies“ – víly). Vzhledem ke špičatým uším se ale také patrně jedná o létající elfy, zde se může jednat o problematický překlad z angličtiny do češtiny.

## Zajímavost
- Od roku 2010 má Zvonilka svoji hvězdu na hollywoodském chodníku slávy, v celkovém pořadí jako 13. fiktivní postava.